# Edward Evan Evans-Pritchard
Sir Edward Evan Evans-Pritchard (Sussex, 21 settembre 1902 – Oxford, 11 settembre 1973) è stato un antropologo britannico, annoverato tra i massimi esponenti dell'antropologia sociale.

## Biografia
Nacque nel Sussex, Inghilterra e studiò all'Exeter College. Successivamente si trasferì alla London School of Economics (LSE), dove subì l'influenza del famoso antropologo Bronisław Malinowski e divenne allievo di Charles Gabriel Seligman. Le ricerche sul campo di Evans-Pritchard iniziano proprio in Sudan nel 1926 con lo studio della popolazione nilotica degli Azande, ai quali dedicò la sua prima opera, oggi un classico dell'antropologia culturale e sociale, Stregoneria, Oracoli e Magia tra gli Azande (pubblicata nel 1937). Interrotta la ricerca sugli Azande nel 1930 intraprese un nuovo progetto di studio legato alla popolazione semi-nomade dei Nuer anch'essa stanziata nel Sudan meridionale.
Durante questo periodo entrò in contatto con Meyer Fortes e A. R. Radcliffe-Brown; con il primo collabora nell'opera Sistemi Politici Africani mentre l'influenza del secondo e del funzional-strutturalismo lasciano tracce evidenti nei tre lavori di Evans-Pritchard dedicati ai Nuer (I Nuer, La religione Nuer, e Parentela e matrimonio tra i Nuer).
Negli anni della Seconda guerra mondiale Evans-Pritchard prestò servizio presso per il governo inglese in Etiopia, Libia, Sudan, e Siria. In Sudan svolse un ruolo determinante nel fomentare la guerriglia delle popolazioni Anuak contro le truppe italiane. Nel 1942 durante l'amministrazione militare inglese della Cirenaica, condusse la ricerca che porterà alla pubblicazione dell'opera I Senusi di Cyrenaica (nel 1949). Sul finire del conflitto, nel 1944, si convertì al cattolicesimo.
Nel 1946 divenne professore di antropologia sociale all'Università di Oxford nonché membro dell'All Souls College nel quale resterà sino al termine della sua carriera.
Insignito del titolo di Sir (cavaliere) nel 1971, morì a Oxford l'11 settembre 1973.

## Pensiero
Durante il suo studio sugli Azande Evans-Pritchard elaborò un'intuizione destinata a modificare sensibilmente la trattazione antropologica dei sistemi di pensiero. Cercando di comprendere gli effetti e i presupposti del concetto di mangu, traducibile come "stregoneria",  l'autore teorizzò l'esistenza di due diversi principi di causalità tra gli zande: da un lato quello volto a comprendere perché un certo avvenimento è accaduto, legato a spiegazioni di tipo "razionale" e scientifico; dall'altro quello che si interroga sul perché un avvenimento è accaduto proprio a una certa persona, per il quale si ricorre a spiegazioni di tipo "magico". A partire da questa constatazione Evans-Pritchard riconobbe l'esistenza di un sistema di pensiero coerente anche dietro a quelle spiegazioni e teorie che, agli occhi di un occidentale, sarebbero potute sembrare irrazionali o prive di logica.
Fino a quel momento la razionalità delle popolazioni extra-occidentali era sempre stata analizzata in base al suo conformarsi o meno alle nozioni occidentali del termine. Con la pubblicazione di "Stregoneria, Oracoli e Magia tra gli Azande", invece, si inizia a riconoscere l'esistenza di diverse tipologie di razionalità, che andranno valutate non dal punto di vista della loro verità o falsità, ma cercandone la coerenza interna e la logica pratica a cui rispondono.
Nel corso della sua carriera Evans-Pritchard contribuì al dibattito sui rapporti tra storia e antropologia sostenendo la necessità di una maggiore commistione tra le due discipline. Due eventi in particolare sono rilevanti. Il primo è l'intervento dal titolo Social Anthropology: Past and Present, tenutosi a Oxford nel 1950 in occasione dell'annuale conferenza commemorativa per Robert Ranulph Marett, durante il quale individuò nelle divergenze tra l'antropologia e la storia uno dei nodi critici più urgenti da affrontare per il futuro della disciplina antropologica. Innanzi tutto la comprensione di una società non poteva prescindere dall'analisi della sua storia, in quanto i problemi del presente sono sempre frutto di processi iniziati e sviluppatisi nel passato. In secondo luogo l'antropologia sociale era essa stessa una sorta di scienza storica, poiché maggiormente simile a una disciplina umanistica che a una scientifica. 
Queste affermazioni suscitarono reazioni molto dure nell'ambiente accademico britannico, dove prevaleva nettamente la tesi della separazione tra storia e antropologia sociale sostenuta da Radcliffe-Brown.
Undici anni più tardi Evans-Pritchard tornò sul tema durante una conferenza dal titolo Anthropology and History, riscuotendo maggiori consensi, soprattutto tra gli storici. In questa occasione l'argomentazione era basata su di una doppia critica: agli antropologi veniva rimproverato di non utilizzare in maniera adeguata le fonti storiche; agli storici di stare dimenticando la letteratura antropologica. In particolare a questi ultimi era rivolto un invito a espandere i propri orizzonti di ricerca, sia rivolgendosi maggiormente al mondo non occidentale sia approfondendo le aree di studio tradizionali in un'ottica antropologica, indagando la storia sociale e culturale.
Gli ultimi lavori di Evans-Pritchard assunsero un taglio maggiormente filosofico rispetto alle sue opere precedenti.
I loro contenuti si concentrano spesso su osservazioni dell'autore, basate sulla sua esperienza come antropologo, su quale sia il miglior modo di intraprendere e condurre gli studi antropologici. Nel 1950 si oppose alla visione di quanti avrebbero voluto l'antropologia parte delle scienze naturali, sostenendo che essa sia più facilmente riconducibile alle scienze umanistiche, specialmente agli studi storici. Affermò inoltre come uno dei ruoli principali dell'antropologo sia quello di compiere un lavoro di traduzione, trovando il modo di comprendere una cultura differente al fine di spiegarla a persone della sua stessa cultura.
Nel 1965, venne pubblicato l'influente lavoro Teorie sulla Religione Primitiva, dove Evans-Pritchard contestò le teorie esistenti sulle pratiche religiose primitive. Seguendo la linea dei suoi lavori teorici degli anni '50, affermò che raramente gli antropologi riescono a cogliere a fondo il pensiero delle genti che studiano, e che lo motivano con aspetti più vicini ad essi stessi e alle loro culture, piuttosto che a quella che stanno studiando. Un'ulteriore nota critica ha riguardato i diversi approcci che secondo Evans-Pritchard gli antropologi possono avere nello studio della religione a seconda che essi stessi siano o meno credenti. I non credenti preferirebbero pertanto spiegazioni che utilizzano teorie biologiche, sociologiche e psicologiche per spiegare la religione come un'illusione, mentre i credenti farebbero uso di teorie che inquadrano la religione come metodo per concettualizzare e relazionarsi con la realtà.

## Vita privata
Evans-Pritchard si sposò nel 1939 con Ioma Heaton Nicholls (1903-1959) ed ebbe da lei cinque figli: tre maschi e due femmine. Il più giovane, Ambrose Evans-Pritchard (1957), lavora come reporter investigativo per il Daily Telegraph di Londra ed è autore del libro La vita segreta di Bill Clinton. La figlia più giovane, Deirdre Evans-Pritchard (1959), è studiosa di folclore e di culture medio-orientali.

## Curiosità
Nel film del 1989 L'attimo fuggente, viene citato dal professor Keating, interpretato da Robin Williams, come autore di una pessima riflessione sulla poesia e il modo di interpretarla.

## Opere
- 1937 Witchcraft, Oracles and Magic Among the Azande. Oxford University Press, 1976 abridged edition: ISBN 0-19-874029-8. Tr. it. Stregoneria, oracoli e magia tra gli Azande, Raffaello Cortina, Milano 2002.
- 1940a The Nuer: A Description of the Modes of Livelihood and Political Institutions of a Nilotic People. Oxford: Clarendon Press.
- 1940b "The Nuer of the Southern Sudan". in African Political Systems. M. Fortes and E.E. Evans-Pritchard, eds., London: Oxford University Press., p. 272-296.
- 1949 The Sanusi of Cyrenaica. London: Oxford: Oxford University Press.
- 1951a Kinship and Marriage Among the Nuer. Oxford: Clarendon Press.
- 1951b "Kinship and Local Community among the Nuer". in African Systems of Kinship and Marriage. A.R. Radcliffe-Brown and D.Forde, eds., London: Oxford University Press. p. 360-391.
- 1956 Nuer Religion. Oxford: Clarendon Press.
- 1962 Social Anthropology and Other Essays. New York: The Free Press. BBC Third Programme Lectures, 1950.
- 1965 Theories of Primitive Religion. Oxford University Press. ISBN 0-19-823131-8
- 1967 The Zande Trickster. Oxford: Clarendon Press.